# Drzwi wodoszczelne

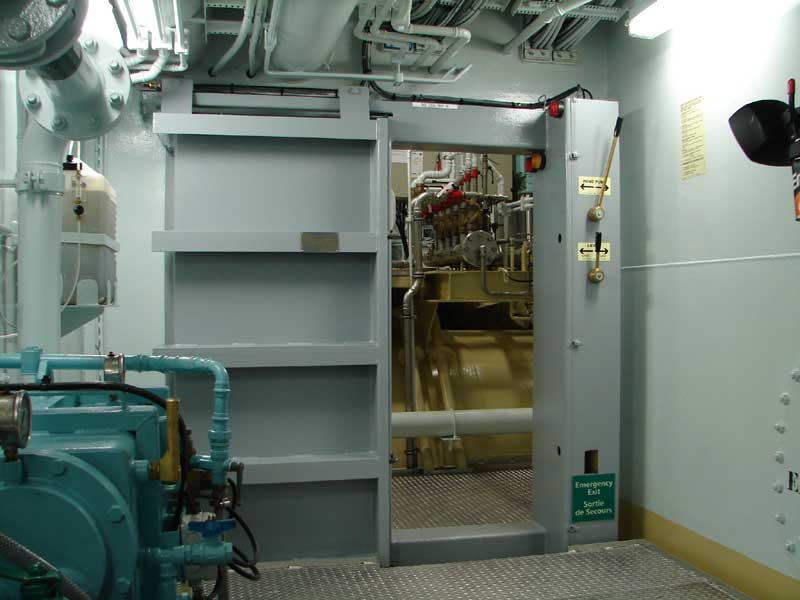
Drzwi wodoszczelne w siłowni okrętowej

Drzwi wodoszczelne – ruchoma zasuwa w grodzi wodoszczelnej zamykająca przejście pomiędzy sąsiadującymi przedziałami wodoszczelnymi. Zamykane są zdalnie za pomocą instalacji hydraulicznej z mostku kapitańskiego oraz lokalnie przy samym przejściu. W przypadku awarii istnieje możliwość ich zamknięcia (lokalnie) przy pomocy ręcznej pompy. Są one zamykane na czas rejsu oraz w przypadku ogłoszenia alarmu (alarm wodny, pożarowy) w czasie postoju w porcie. Drzwi wodoszczelne powinny wytrzymać ciśnienie wody w przypadku zalania sąsiadującego z nimi przedziału wodoszczelnego do wysokości pokładu głównego. Podczas zamykania są w stanie zmiażdżyć i przeciąć znajdujące się w ich świetle przeszkody - np. ciało ludzkie. Specyfiką okrętów są zamykane i ryglowane ręcznie okrągłe drzwi wodoszczelne na okrętach podwodnych.